# Dunhao
Dunhao (kinesiska: 敦好) är en köping i sydvästra Kina. Den ligger i stadsdistriktet Kaizhou i storstadsområdet Chongqing, omkring 260 kilometer nordost om det centrala stadsdistriktet Yuzhong. Antalet invånare är 36 863. Befolkningen består av 17 869 kvinnor och 18 994 män. Barn under 15 år utgör 24,0 %, vuxna 15-64 år 64 %, och äldre över 65 år 11,0 %.